# Glenn Murcutt
Glenn Marcus Murcutt (sinh ngày 25 tháng 7 năm 1936) là kiến trúc sư người Úc sinh ra ở Luân Đôn, Anh. Nhận giải thưởng Pritzker năm 2002 và Huy chương vàng AIA 2009.
Murcutt sinh ra ở London với cha mẹ là người Úc. Ông lớn lên ở tỉnh Morobe của Papua New Guinea, nơi ông đã phát triển nhận thức đối với kiến trúc bản địa đơn giản. Ông được theo học tại Trường Trung học Nam sinh Manly và học kiến trúc tại trường Cao đẳng Kỹ thuật Sydney, nơi ông tốt nghiệp vào năm 1961, và nơi ông trở thành bạn bè với các sinh viên sau này là những người nổi bật khác, bao gồm cả đạo diễn Jim Sharman, nhà thiết kế sân khấu Brian Thomson và nhà sản xuất phim Matt Carroll. Kinh nghiệm làm việc sớm của Murcutt với các kiến trúc sư khác nhau, chẳng hạn như Neville Gruzman, Ken Woolley và Bryce Mortlock đã mang anh đến với phong cách của kiến trúc hữu cơ của họ tập trung vào mối quan hệ với thiên nhiên. Năm 1969, Murcutt hành nghề kiến trúc ở Mosman ngoại Sydney. Glenn Murcutt nổi tiếng với các thiết kế thân thiện với môi trường.